# تورستوو
تورستوو (به لاتین: Turostowo) یک منطقهٔ مسکونی در لهستان است که در Gmina Kiszkowo واقع شده‌است.